# Cosmo Gordon Lang
William Cosmo Gordon Lang, primer Barón Lang de Lambeth, GCVO, PC (31 de octubre de 1864 – 5 de diciembre de 1945), fue un prelado anglicano que sirvió como arzobispo de York y arzobispo de Canterbury (1928–1942). Su rápida elevación al arzobispado de York, tras sólo dieciocho años de ordenación, fue un hecho sin precedentes en la historia moderna de la Iglesia anglicana. Como Lord y arzobispo se convirtió en una figura clave en la política del Reino Unido durante los años de entreguerras, además de ser un impulsor clave del ecumenismo.
Hijo de un ministro presbiteriano escocés, Lang abandonó la tradición familiar de carreras jurídicas o políticas para prepararse al sacerdocio anglicano. Comenzando en 1890, su primer ministerio fue en las barriadas de Leeds y Portsmouth, además de un breve servicio como capellán de un colegio en Oxford. En 1901 fue nombrado obispo sufragáneo de Stepney, en Londres, donde siguió trabajando preferentemente con los pobres y como canónigo de la Catedral de San Pablo.
Tras sólo siete años como obispo no diocesano, en 1908 fue nombrado arzobispo de York. En aquella época su pensamiento religioso era considerado anglocatólico, influido por los ensayos católico-liberales expresados en la obra Lux Mundi. Entró en la Cámara de los Lores como Lord Espiritual, donde causó consternación entre los círculos tradicionalistas por argumentar y votar en contra de la propuesta de los Lores de rechazar el «People's Budget» («Presupuesto del Pueblo») de David Lloyd George en 1909. Este aparente radicalismo, sin embargo, no se mantuvo en años siguientes. Al comienzo de la Primera Guerra Mundial, Lang fue duramente criticado por un discurso en el que trataba amablemente al emperador alemán. Este hecho le afectó personalmente y pudo haber contribuido a su rápido y evidente envejecimiento durante la guerra. Tras ella, comenzó a promover la unidad de las Iglesias y, en la Conferencia de Lambeth de 1920 fue el responsable del «Church's Appeal to All Christian People» («Llamamiento de la Iglesia a todo el Pueblo Cristiano»), un documento fundamental en el desarrollo del ecumenismo. Como arzobispo de York apoyó diversas y controvertidas propuestas de revisión del Libro de Oración Común, pero una vez en Canterbury no dio pasos significativos para resolver este tema.
Lang fue nombrado arzobispo de Canterbury en 1928. Como tal, presidió la Conferencia de Lambeth de 1930, que aprobó de forma limitada el uso de anticonceptivos. Tras denunciar como inmoral la invasión italiana de Abisinia de 1935 y condenar enérgicamente el antisemitismo europeo, apoyó posteriormente las políticas de apaciguamiento del gobierno británico frente a la Alemania nazi de 1937-1939. Como arzobispo de Canterbury durante la crisis por la abdicación de Eduardo VIII de 1936, sus posturas morales se fueron haciendo paulatinamente más tradicionalistas y muchas de sus afirmaciones respecto a la abdicación fueron consideradas poco caritativas para con el rey saliente. Retirado en 1942, fue nombrado Barón Lang de Lambeth y continuó participando en los debates de la Cámara de los Lores hasta su muerte en 1945. De sí mismo afirmó que no había vivido según sus altos principios; otros, sin embargo, elogiaron sus cualidades de trabajo, su eficiencia y su compromiso.

## Infancia

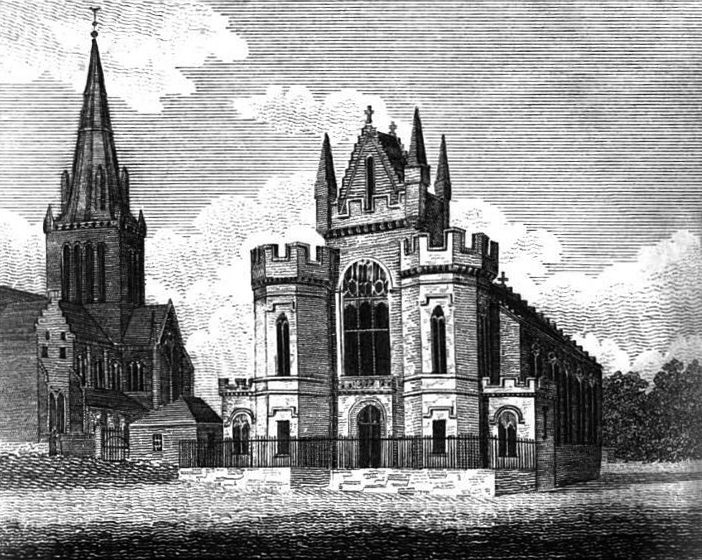
La iglesia de la Baronía de Glasgow, capilla para la que fue nombrado ministro el padre de Lang en 1873.

Cosmo Gordon Lang nació en 1864 en la manse de Fyvie, Aberdeenshire, siendo el tercer hijo del ministro local de la Iglesia de Escocia, el reverendo John Marshall Lang, y de su mujer, Hannah Agnes Lang. Cosmo fue bautizado en la iglesia de Fyvie por un ministro vecino, que añadió sin querer el nombre «William» a los nombres propuestos por sus padres, quizás porque el laird de la región se llamaba William Cosmo Gordon. Lang utilizó raramente el nombre adicional durante su vida adulta. En enero de 1865 la familia se mudó a Glasgow, donde John Lang había sido nombrado ministro del distrito de Anderston. Posteriormente, la familia sufrió más traslados: en 1868 a Morningside, Edinburgo y, en 1873, de vuelta a Glasgow, donde John Lang fue nombrado ministro de la histórica iglesia de la Baronía.
En Glasgow, Lang estudió en la Park School, una escuela diurna donde ganó un premio por un ensayo en literatura inglesa y jugó en un equipo de fútbol. Posteriormente recordará: «nunca estuve demasiado interesado en los métodos [de la escuela]». Pasó las vacaciones en diversos lugares de Escocia, sobre todo en Argyll donde, ya adulto, volvería con frecuencia. En 1878, con catorce años, Lang superó los exámenes de matrícula y, a pesar de su juventud, comenzó sus estudios en la Universidad de Glasgow ese mismo otoño.

## Estudios universitarios

### Glasgow
En la Universidad de Glasgow, Lang fue alumno de algunos de los eruditos más importantes de Escocia, entre los que destacaban el profesor de griego Richard Claverhouse Jebb, el físico William Thomson (después nombrado Lord Kelvin) y el filósofo Edward Caird. Mucho después, Lang comentaría la ineptitud de algunos de estos eminentes científicos para manejar a «los groseros escoceses que formaban la mayor parte de sus clases». Lang fue influenciado por el pensamiento de Caird, que otorgó al joven, según sus propias palabras, «su primer despertar real». El posterior arzobispo recordaba después cómo, en una suerte de revelación paseando por Kelvingrove Park, expresó en voz alta su súbita convicción de que «¡el universo es uno y su unidad y realidad última es Dios!». También reconocía que su gran error en la universidad fue su incapacidad para hacer algún progreso en matemáticas: «para mí, entonces y ahora, [son] ininteligibles».
Lang viajó por primera vez fuera de Escocia, a Londres, en 1881, donde escuchó al orador y teólogo Henry Parry Liddon predicar en la catedral de San Pablo. También escuchó un debate entre William Ewart Gladstone y Joseph Chamberlain en la Cámara de los Comunes. Más tarde en el mismo año, viajó a Cambridge, donde visitó la Capilla del King's College e, impresionado, decidió estudiar allí. En enero del siguiente año aprobó los exámenes de admisión, pero al ver parte de sus estudios de grado incluían matemáticas, perdió el entusiasmo. En vez de en Cambridge, se presentó al Balliol College de Oxford, donde fue aceptado. Terminó sus estudios en Glasgow en el verano de 1882, recibiendo el título de Master of Arts, con premios especiales por sus ensayos en política e historia de la Iglesia.

### Oxford

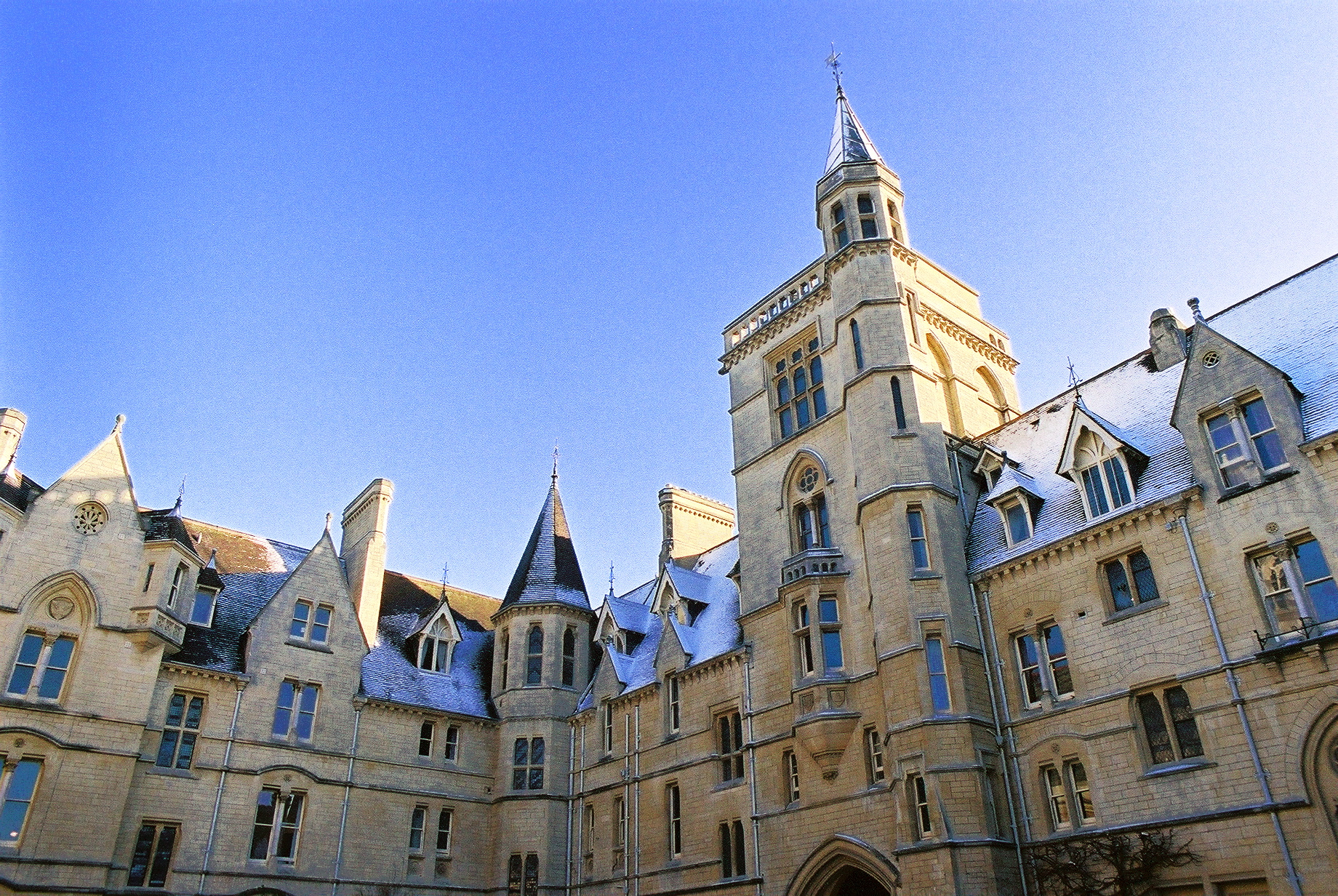
El Balliol College, Oxford, donde Lang estudió entre 1882 y 1886.

Lang empezó sus estudios en Balliol en octubre de 1882. En el primer curso consiguió la beca Brakenbury, descrita por su biógrafo John Gilbert como «la beca de banda azul [sic, de mayor calidad] en cualquier universidad de las islas británicas». En febrero de 1883, su disertación en la Oxford Union en contra de la separación Iglesia-Estado en Escocia fue gratamente recibida, siendo su oratoria incluso comparada a la del político de la Antigua Grecia Demóstenes. Lang fue elegido presidente de la sociedad en el verano de 1883, y al año siguiente fue cofundador de la Oxford University Dramatic Society (OUDS).
A pesar de considerarse a sí mismo de pensamiento progresista, se unió y fue secretario del Canning Club, la principal sociedad conservadora de la Universidad de Oxford. Uno de sus compañeros, Robert Cecil, recordaría después que las opiniones progresistas de Lang, a pesar de ser muy mal vistas por los tradicionales tories, eran escuchadas, por respeto a su habilidad.
Lang asistió a la inauguración del Toynbee Hall, una misión universitaria para ayudar a los pobres del East End de Londres. Se había acercado por primera vez a este trabajo en 1883, después de escuchar un sermón al respecto en St Mary's Church, Oxford, leído por Samuel Augustus Barnett, vicario de Whitechapel. Barnett se convirtió en el primer encargado del establecimiento, mientras que Lang fue uno de sus primeros secretarios no graduados. Dedicó tanto tiempo a esta misión que fue reprendido por el director de Balliol, Benjamín Jowett, por descuidar sus estudios. En 1886 Lang se graduó con honores en Historia, pero fracasó en su intento de conseguir una plaza fija en el All Souls College, debido a la escasa formación escolástica que recibió en Glasgow.

## Hacia la ordenación

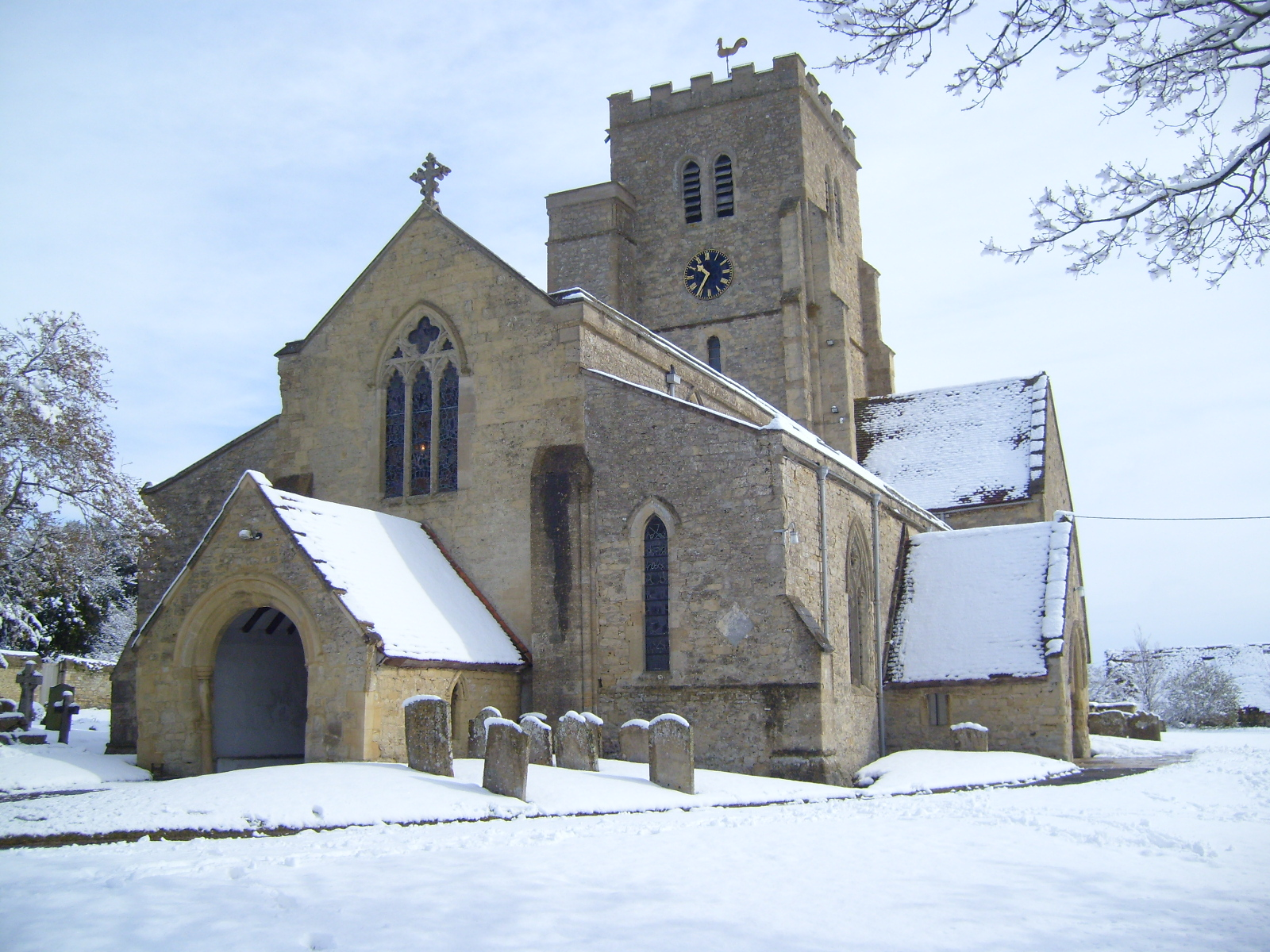
Iglesia parroquial de Cuddesdon, lugar de la ordenación de Lang en 1889.

Las aspiraciones de Lang en los primeros años tras la universidad fueron dedicarse a la abogacía, entrar en política y participar en la futura administración conservadora. En 1887 comenzó a estudiar para conseguir el empleo de bar, trabajando en la oficina londinense de William Robson, futuro fiscal general para Inglaterra y Gales, cuyo «vehemente radicalismo constituyó un admirable estímulo y correctivo para el conservadurismo [de Lang]». Durante estos años Lang se mantuvo alejado de los asuntos religiosos, pero continuó participando en algunas actividades eclesiales «por respeto a la herencia». Acudía a los servicios en el City Temple, una iglesia no conformista y en ocasiones en la Catedral de San Pablo. De este periodo de su vida afirmó posteriormente: «debo confesar que jugueteé con esas tentaciones externas de las que alardea nuestro cristiano Londres a la cara de nuestros jóvenes».
En octubre de 1888 Lang fue elegido finalmente para formar parte del fellowship del All Souls College de Oxford, lo que le obligó a dividir su tiempo entre Londres y la universidad. Algunos de sus amigos en Oxford se estaban preparando para la ordenación sacerdotal, como correspondía en la época a los miembros del college, vocación que se convirtió en un tema de conversación recurrente entre ellos. Finalmente, Lang se planteó la pregunta: «¿por qué no podrías ser tú ordenado?». Según sus propias palabras, se convirtió en un pensamiento recurrente, hasta que una tarde de la primavera de 1889, tras una visita al Cuddesdon College, especializado en teología, asistió a los servicios en la iglesia parroquial de Cuddesdon. De nuevo según sus propios recuerdos, durante el sermón se sintió invadido por una «poderosa voz interior» que le decía: «Eres requerido. Eres llamado. Debes obedecer». Inmediatamente después abandonó su trabajo y ambiciones políticas para preparar su ingreso en el Cuddesdon College. Con la ayuda de un contacto del All Souls, su confirmación en la Iglesia de Inglaterra, un paso esencial, fue supervisada por el obispo de Lincoln. La decisión de Lang de convertirse al anglicanismo y prepararse para la ordenación defraudó a su padre, presbiteriano, que sin embargo escribió a su hijo en los siguientes términos: «Lo que piensas, tan solemne y piadosamente, lo puedes hacer —lo debes hacer— nosotros lo aceptaremos».

## Primer ministerio

### Leeds
Tras un año de estudios en Cuddesdon, Lang fue ordenado diácono. Rechazó la oferta de asumir la capellanía en All Souls porque quería tener una experiencia de primera mano en una parroquia «dura». Desde su formación Lang se identificó con la tradición anglocatólica de la Iglesia de Inglaterra, en parte, como él mismo admitiría, como reacción contra su educación evangélica en la Iglesia de Escocia. Se mostró cercano al ala progresista anglocatólica representada por los ensayos recopilados en el volumen Lux Mundi, publicados en 1888 por un grupo de teólogos de Oxford, herederos del tractarianismo. Entre ellos estaban Edward Stuart Talbot, rector del Keble College quien, el mismo año, había sido elegido vicario de la iglesia de Leeds y había colaborado en la redacción del ensayo La preparación para la Historia en Cristo («The Preparation for History in Christ») en Lux Mundi. Se le ofreció a Lang un curato en la parroquia de Talbor, que aceptó de buen grado, incorporándose a Leeds en el otoño de 1890.
La iglesia parroquial de Leeds, reconstruida y reconsagrada en 1841 en una elaborada ceremonia, tenía casi el tamaño de una catedral y se situaba en el centro de una gran parroquia administrada por varios curatos. El distrito de Lang fue Kirkgate, una de las áreas más pobres, formado por unos 2000 habitantes, muchos de ellos prostitutas. Lang y sus compañeros ocuparon como casa rectoral un antiguo pub. Después se trasladó al edificio vecino, una construcción en muy malas condiciones que se convirtió en su hogar durante sus años de servicio en Leeds. Además de sus tareas pastorales, trabajó temporalmente como director de la escuela parroquial, era capellán de la enfermería de Leeds y se hizo cargo de un club de caballeros con cerca de cien socios. Fue ordenado presbítero finalmente el 24 de mayo de 1891.
Lang continuó visitando Oxford cuando se lo permitían sus tareas. Durante una de estas visitas, en junio de 1893, se le ofreció el puesto de deán de doctrina en el Magdalen College. También recibió ofertas del obispo de Newcastle, que quería nombrarlo vicario de la catedral, y de Benjamin Jowett, que deseaba su vuelta al Balliol College como tutor de teología. Lang escogió el puesto en el Magdalen; la idea de estar al cargo de jóvenes estudiantes que después alcanzarían puestos de gobierno le atraía y, en octubre de 1893, muy a su pesar, abandonó Leeds.

### Magdalen College

Escudo del Magdalen College.

Como «deán de doctrina» (capellán colegial) en el Magdalen College, Lang tenía responsabilidades pastorales con los estudiantes y era responsable de la capilla y de su coro. Su preocupación por la pureza del sonido coral hizo que pidiera a los visitantes que «se unieran al servicio en silencio». En 1894 se le pidió que trabajase también como vicario de la iglesia universitaria de Santa María Virgen, una de parroquias más grandes de Oxford y el lugar donde comenzó su ministerio John Henry Newman en 1828. Las actividades en la iglesia habían decaído considerablemente en los últimos años, pero Lang revitalizó la liturgia regular, escogió con cuidado nuevos predicadores y trabajó activamente por la recomposición de la feligresía. En diciembre de 1895 le fue ofrecido el puesto de vicario de Portsea, una enorme parroquia en el término de Portsmouth, en la costa sur de Inglaterra, pero lo rechazó alegando no estar preparado para abandonar Oxford. Sin embargo, reconsideró su decisión meses después, reconociendo que la presión de sus múltiples ocupaciones estaba empezando a pesarle y afirmando que «pensar en esa gran parroquia [de Portsea] y la posibilidad de trabajar mendigando preocupaba mi conciencia». Finalmente aceptó la propuesta de Portsea y abandonó Oxford.

### Portsea
La parroquia de Portsea, que cubría la parte de la ciudad de Portsmouth más cercana al puerto, contaba con casi 40.000 habitantes, con hogares que iban desde cuidadas zonas residenciales con jardines hasta suburbios. La iglesia, recientemente reconstruida, podía albergar más de 2.000 personas. Lang tomó posesión de su cargo en junio de 1896, liderando un equipo de más de 12 clérigos distribuidos en los cinco distritos de la parroquia. En ella volvió a trabajar de forma similar a la realizada en Leeds: fundó una conferencia masculina para las tardes de los domingos, con trescientos socios y supervisó la construcción de una gran sala de conferencias como centro de las actividades de la parroquia. También estableció consejos parroquiales, antes de que se les otorgara un estatus legal en 1919. Además de sus labores parroquiales, fue capellán de la prisión local y del Segundo Cuerpo de Voluntarios de Hampshire de la Artillería Real.
La relación de Lang con sus compañeros sacerdotes fue generalmente formal. Todos parecían conocer su ambición y consideraban que pasaba demasiado tiempo en actividades fuera de la parroquia, por ejemplo en el All Souls College, pero se mostraban impresionados por su eficiencia y su oratoria. El historiador de la Iglesia Adrian Hastings describe Portsea bajo la dirección de Lang como un ejemplo de «profesionalismo pastoral extremadamente disciplinado». Es posible que Lang se diera cuenta rápidamente de que estaba destinado a grandes cargos: por ejemplo, se sabe que practicaba la firma «Cosmo Cantuar» durante una relajada discusión con sus compañeros («Cantuar» es parte de la firma formal del arzobispo de Canterbury).
En enero de 1898 fue invitado por la reina Victoria I del Reino Unido a predicar en el Castillo de Osborne, residencia real en la Isla de Wight. En una conversación con la soberana, ésta sugirió a Lang que debería casarse. El clérigo contestó que no podría permitírselo, puesto que mantener a los sacerdotes de la parroquia ya costaba demasiado y añadió «si un curato se demuestra insatisfactorio, puedo librarme de él. Una mujer es un elemento fijo del mobiliario». Fue invitado por la familia Real en muchas otras ocasiones y el año siguiente fue nombrado capellán honorario de la Reina. Las frecuentes visitas a Osborne fueron el comienzo de una relación cercana con la Corona que duró hasta el fin de su vida. Como uno de los capellanes, participó en los oficios fúnebres tras la muerte de la reina en enero de 1901.

## Obispo y canónigo

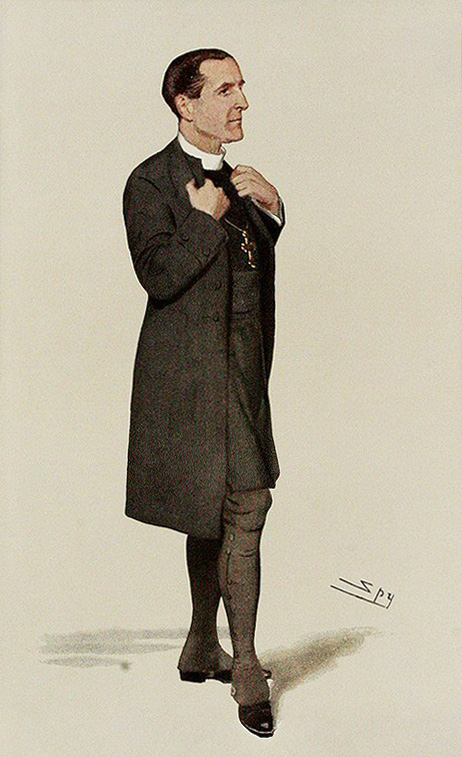
Caricatura de Lang como obispo de Stepney, 1906.

En marzo de 1901 Lang fue nombrado obispo sufragáneo de Stepney y canónigo de la catedral de San Pablo de Londres. Ambos nombramientos reflejan su creciente reputación y el reconocimiento a su exitoso ministerio en parroquias de clase obrera. Fue consagrado como obispo por el arzobispo de Canterbury Frederick Temple en San Pablo el 1 de mayo. Desde ese momento su tiempo se dividió entre su trabajo en Stepney y sus obligaciones en la catedral.

### Stepney
La región de Stepney dentro de la diócesis de Londres se extendía sobre un área generalmente conocida como «East End», con 200 parroquias y cerca de dos millones de personas. La mayor parte de ellos eran de condición humilde, albergados en casas superpobladas en condiciones insanas. Lang conocía la zona gracias a sus actividades en Toynbee Hall y se mostró muy preocupado por la miseria que observaba al moverse por el distrito, usualmente en autobús y tranvía.
El pensamiento político de Lang le permitió asociarse con facilidad a líderes socialistas como Will Crooks y George Lansbury, los sucesivos alcaldes de Poplar, ayudando incluso a que el último se reincorporase a la comunión anglicana. En 1905, Lang y Lansbury se unieron al Cuerpo de Desempleados del Centro de Londres (Central London Unemployed Body), establecido por el gobierno para abordar los problemas del paro en la región. El mismo año Lang eligió como su asistente personal a un joven graduado de Cambridge, Dick Sheppard, hijo de un clérigo anglicano, que se convirtió en un amigo íntimo y confidente. Sheppard fue posteriormente ordenado, convirtiéndose en fundador de la Peace Pledge Union. Parece que Lang consideraba al socialismo una fuerza creciente en la sociedad británica y, en un congreso de la Iglesia en Great Yarmouth (1907) especuló sobre cómo la jerarquía eclesiástica podía responder a este hecho. Sus afirmaciones llegaron al The New York Times, que defendía que el socialismo moderno se identificaba frecuentemente con los disturbios y que «el llanto de la demagogia está en el aire», por lo que la Iglesia no debía escucharlo.
La mayor parte del trabajo en el distrito estaba subvencionado por la East London Church Fund, creada en 1880 para sufragar el trabajo de clérigos y laicos en los distritos más pobres. Lang predicaba en varias parroquias ricas del sur de Inglaterra y urgía a sus oyentes a contribuir al fondo. También encontró tiempo para recuperar su ministerio en el ejército, y en 1907 fue nombrado capellán honorario del City of London Yeomanry (Rough Riders). Presidió la Sociedad de hombres de la Iglesia de Inglaterra, (Church of England Men's Society, CEMS), que había sido fundada en 1899 mediante la fusión de numerosas organizaciones similares. Inicialmente la consideró «un niño muy enfermo», pero bajo su liderazgo creció rápidamente, llegando a tener 20.000 socios en 600 secciones. Lang, posteriormente, se mostró crítico con la oportunidad perdida por la Iglesia de aprovechar este movimiento de forma más eficaz.

### Catedral de San Pablo

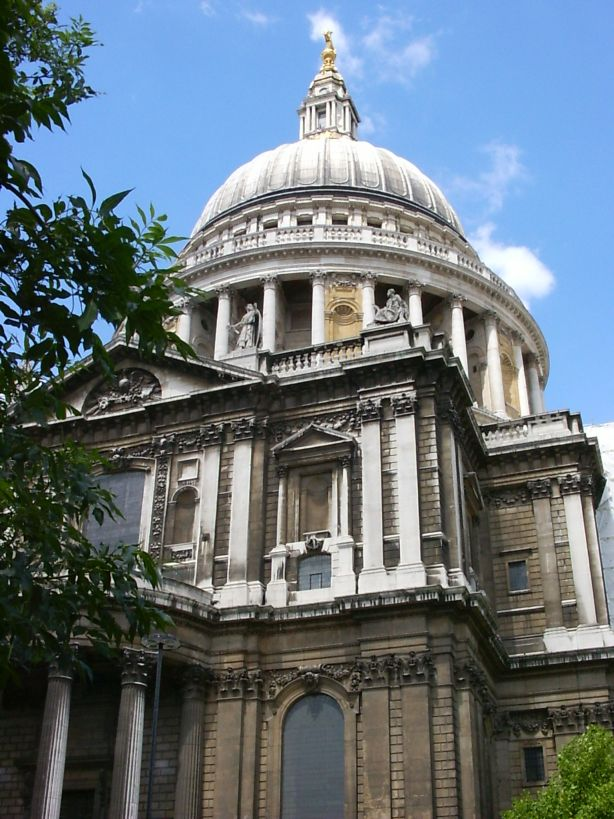
Vista de la Catedral de San Pablo.

El nombramiento como canónigo de la Catedral de San Pablo obligaba a pasar tres meses al año como «canónigo residente», con deberes administrativos y de predicación. Uno de sus sermones de las tardes de los domingos captó la atención de William Temple, el futuro sucesor de Lang tanto en York como en Canterbury, en aquel tiempo un estudiante en Oxford. Temple observó que, al contrario que los sermones habituales del obispo de Londres, escuchar a Lang era un placer intelectual más que emocional: «puedo recordar todas sus afirmaciones, sólo porque su conexión es inevitable... Y, para mí, no hay duda en que esto es, con mucho, más edificante». Lang era miembro del cuerpo dirigente de la catedral, formado por el capítulo de canónicos y el deán, y era el responsable de la organización de ocasiones especiales, como el servicio de acción de gracias por la recuperación del rey Eduardo VII en julio de 1902.

## Arzobispo de York

### Nombramiento
En el otoño de 1908 Lang fue informado de su nombramiento como obispo de Montreal. Varias cartas del Gobernador General de Canadá y del Alto comisionado canadiense para el Reino Unido le urgieron a aceptar, pero el arzobispo de Canterbury le pidió que rechazara el cargo. Unas semanas después, mediante una carta del primer ministro Herbert Henry Asquith, conoció que había sido nominado para el cargo de arzobispo de York. Lang contaba con sólo 44 años y no tenía experiencia como obispo diocesano. El semanario Church Times afirmó en uno de sus números que Asquith deliberadamente recomendó al obispo más joven disponible, tras la fuerte presión política que había conllevado el nombramiento del anciano obispo de Hereford, John Percival. Una promoción así para un obispo sufragáneo, tan poco tiempo después de su ordenación, no tenía precedentes en la Iglesia de Inglaterra. El amigo de Lang y futuro obispo de Durham, Hensley Henson, escribió: «Estoy, por supuesto, sorprendido de que vayas tan directo a un arzobispado... Pero eres demasiado meteórico para buscar un precedente». El nombramiento fue bien recibido en general, aunque la Protestant Truth Society intentó, en vano, impedir su nombramiento. Firmes opositores de las prácticas anglocatólicas, mantenían que como obispo de Stepney, Lang había «consentido y alentado a romper flagrantemente la ley relativa al ritual de la Iglesia».

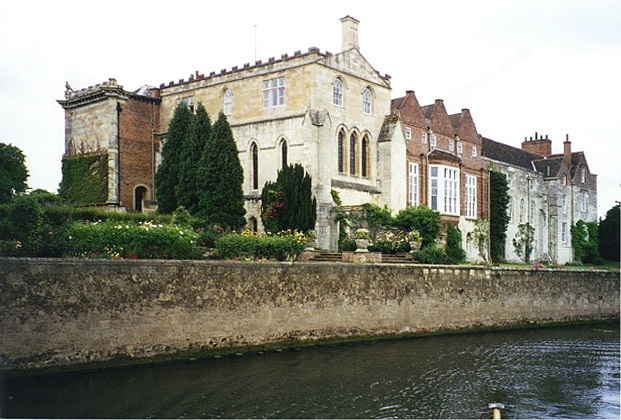
Bishopthorpe Palace, residencia oficial del arzobispo de York.

### Primeros años
Lang fue entronizado en la catedral de York el 25 de enero de 1909. Tras sólo dieciocho años ordenado, ya había ascendido hasta la segunda posición de la Iglesia anglicana. Además de sus responsabilidades diocesanas, era el jefe de toda la provincia del Norte y miembro de la Casa de los Lores. Ya que la diócesis era muy extensa, propuso reducirla formando la nueva diócesis de Seffield, que tras bastantes años de trabajo fue inaugurada en la fiesta de Pentecostés de 1914. En los años siguientes a su nombramiento, Lang trató un amplio rango de cuestiones sociales y económicas, generalmente apoyando la mejora de las condiciones de los trabajadores. Una vez en la Casa de los Lores desde febrero, pronunció su primer discurso en noviembre de 1909, dentro del debate sobre el controvertido People's Budget («Presupuesto del Pueblo»), asesorando a los Lores en contra de su intención de rechazar la medida. Lanzó su primer voto en contra del rechazo de los Lores, porque estaba «profundamente convencido de la imprudencia del curso que los Lores se proponen tomar». Aunque su discurso fue recibido con respeto, la propuesta de Lang fue amablemente reprendida por el par conservador Lord Curzon.
A pesar de este planteamiento aparentemente progresista, el pensamiento político de Lang seguía siendo conservador. Votó en contra del Proyecto de Ley de Autonomía irlandesa de 1914 y se opuso a la liberalización de las leyes del divorcio. Después de jugar un papel destacado en la coronación del rey Jorge V en 1911, Lang se colocó cada vez más cerca de la familia real, una asociación que provocó comentarios como que se mostraba «más cortesano que clérigo». Su amor por la ceremonia, y su preocupación por cómo un arzobispo debía vivir y parecer, comenzó a oscurecer otros aspectos de su ministerio. Para muchos, en lugar de asumir el papel de «prelado del pueblo», en palabras del biógrafo Alan Wilkinson, comenzó a actuar como un «príncipe de la Iglesia».

### Primera Guerra Mundial

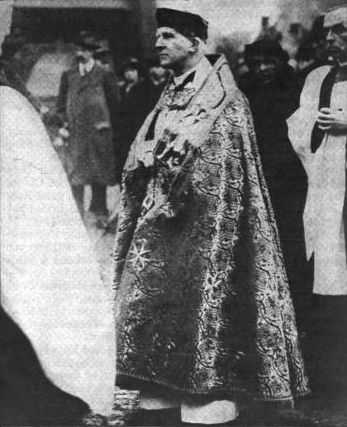
Lang el 11 de enero de 1918, celebrando el resultado de la batalla de Jerusalén como prelado de la Venerable Orden del Hospital de San Juan de Jerusalén.

Cuando se declaró la Primera Guerra Mundial en agosto de 1914, Lang proclamó que la causa era justa. Animó al clero joven a incorporarse al servicio como capellanes militares, pero sin ser combatientes. También trabajó activamente en varias campañas de reclutamiento en toda su provincia. A pesar de toda esta actividad, causó una gran polémica cuando, en una reunión en York en noviembre, condenó la excesiva propaganda antigermana, recordando la «memoria sagrada» del káiser Guillermo II arrodillándose con el rey Eduardo VII ante el féretro de la reina Victoria. Estas apreciaciones, percibidas como proalemanas, provocaron lo que Lang calificó de «una perfecta granizada de denuncias». La tensión de este periodo, además de la aparición de una incipiente alopecia, alteraron drásticamente la relativamente joven apariencia de Lang, haciéndole parecer un hombre anciano. Sus amigos se mostraron muy sorprendidos. El rey, tras su encuentro con Lang en el tren real, aparentemente estalló en carcajadas al verle.
La hostilidad pública contra Lang se mantuvo durante bastante tiempo, reemergiendo de cuando en cuando a lo largo de la guerra. De todas formas, Lang continuó contribuyendo al esfuerzo de la guerra, visitando a los combatientes de la Gran Flota y del Frente Occidental. Utilizó todas sus habilidades organizativas para la «Misión Nacional de Arrepentimiento y Esperanza del Arzobispo de Canterbury», una iniciativa diseñada para renovar la fe cristiana en toda Inglaterra, pero que no causó un impacto significativo.
Como resultado de la Batalla de Jerusalén en diciembre de 1917, la Fuerza expedicionaria egipcia del Imperio Británico capturó la ciudad, que estuvo en manos cristianas por primera vez desde las Cruzadas. Como prelado de la Venerable Orden del Hospital de San Juan de Jerusalén, Lang dirigió un servicio litúrgico de celebración de la victoria el 11 de enero de 1918 en la iglesia del gran priorato de la Orden en Clerkenwell. En él explicó que hacía 917 años desde que la Orden fundó un hospital en Jerusalén y 730 años desde que fueron expulsados por Saladino: «Londres es la ciudad del comercio imperial, pero Jerusalén es la ciudad del espíritu y es particularmente apropiado que los ejércitos británicos la hayan liberado de las manos de los infieles».
A comienzos de 1918, tras la invitación de la Iglesia Episcopal de los Estados Unidos, hizo una visita de buena fe a Estados Unidos, alabando la buena voluntad y extensión de la participación norteamericana en la guerra. El Westminster Gazette calificó el evento como «una de las más memorables y emotivas visitas jamás hechas por un inglés [sic] a los Estados Unidos».

### Postguerra
Después de la guerra, la principal causa de Lang fue la unidad de la Iglesia. En 1920, como presidente del Comité de Reunión en la sexta Conferencia de Lambeth, promovió una «petición a todo el pueblo cristiano», descrito por Hastings como «uno de esos raros documentos históricos que no son olvidados con los años». Fue adoptado unánimemente como la novena resolución de la conferencia, terminando con «Nosotros (...) pedimos que todos deberían unirse en una nueva y gran empresa para recuperar y manifestar en el mundo la unidad del Cuerpo de Cristo para la que rezamos». A pesar de la cálida acogida de la propuesta entre las Iglesias Libres de Inglaterra, se consiguió bien poco en términos de unión práctica entre las Iglesias episcopales y no episcopales, y la iniciativa cayó en el olvido. Históricamente, sin embargo, la petición es considerada el punto de inicio para los más satisfactorios esfuerzos ecuménicos de las siguientes generaciones.
Lang se mostró favorable a las Conversaciones de Malinas de 1921-26, aunque no estuvo directamente implicado en ellas. Se trataba de reuniones informales entre líderes anglo-católicos británicos, procedentes de la llamada High Church, y reformistas católicos europeos, en las que se trataban las posibilidades de comunión entre la Iglesia Católica de Roma y la Iglesia Anglicana. Aunque los debates tenían la bendición de Randall Davidson, el arzobispo de Canterbury, muchos de los anglicanos evangélicos se sintieron alarmados por ellos. En última instancia, las conversaciones fracasaron por la firme oposición de los ultramontanos. Un efecto de estas conversaciones pudo haber sido el despertar de la oposición a la revisión del libro de oración anglicano. El objetivo de esta revisión, que contaba con el apoyo de Lang, era hacer concesiones a los rituales y prácticas anglo-católicas en el servicio anglicano. El nuevo libro de oración fue aprobado de manera abrumadora por el órgano legislativo principal de la Iglesia, el Sínodo General y por la cámara de los Lores. Sin embargo, en parte a través de la influencia evangélica del ministro del interior, Sir William Joynson-Hicks, la revisión fue rechazada dos veces en la Cámara de los Comunes, en diciembre de 1927 por 238 votos contra 205 y en junio de 1928 por 266-220. Lang se sintió profundamente decepcionado por este rechazo, del que escribió que «las ráfagas de convicciones, sospechas, temores [y] prejuicios protestantes barrieron a través de la cámara y finalmente se impusieron».

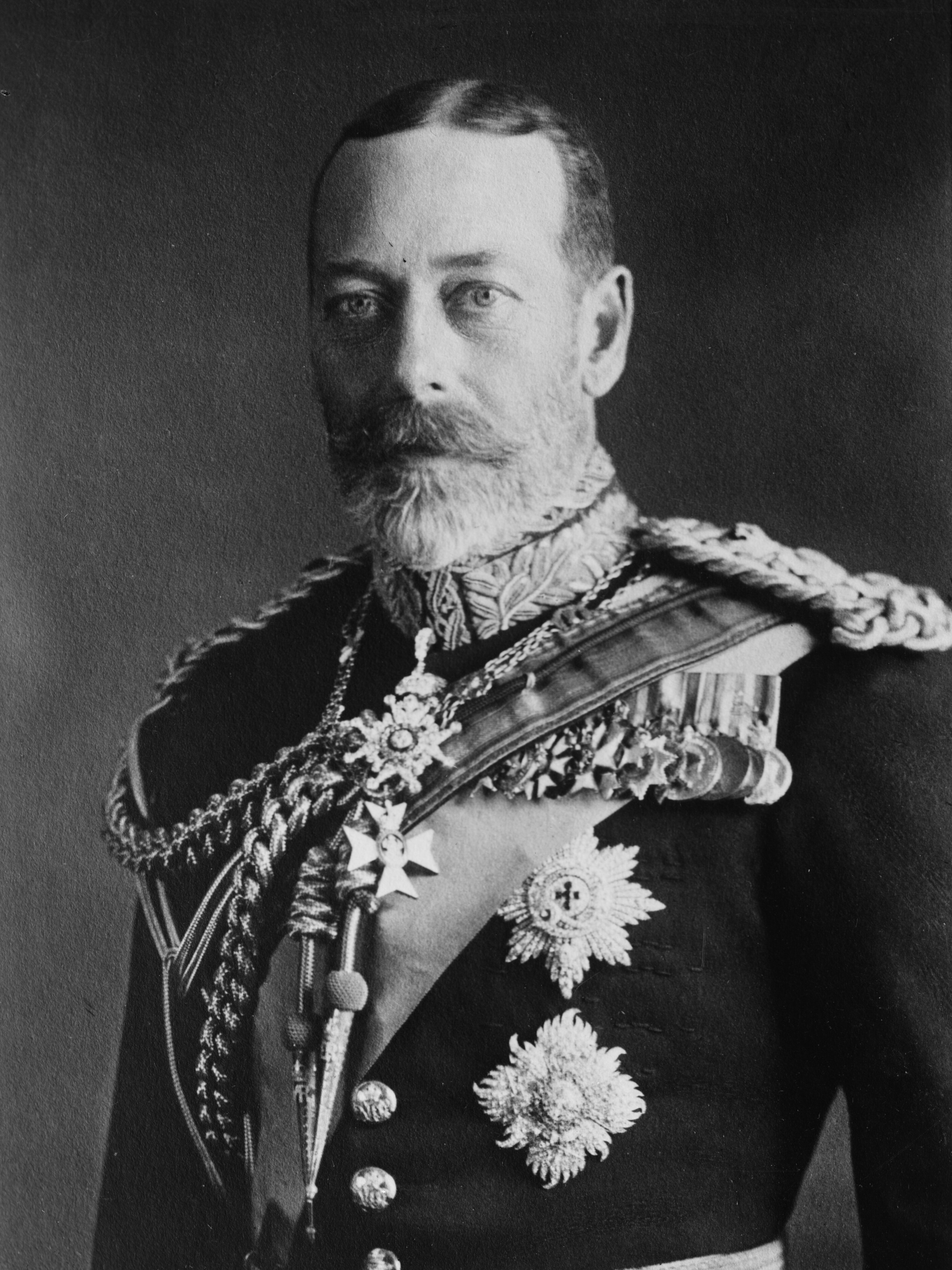
El rey Jorge V portando la Real Cadena Victoriana.

El 26 de abril de 1923 el rey Jorge V concedió a Lang la Real Cadena Victoriana, un honor y regalo personal del soberano Después de la boda del Duque de York en 1923, Lang se ganó la amistad de la Duquesa, relación que se conservaría el resto de la vida de Lang. En 1926 bautizó a la princesa Isabel, la futura reina Isabel II, en la capilla privada del Palacio de Buckingham. En enero de 1927 Lang presidió la elaborada ceremonia que marcó el 1.300 aniversario de la fundación de la Catedral de York.

## Arzobispo de Canterbury

### En el cargo
El arzobispo Davidson renunció al cargo en julio de 1928, siendo el primer arzobispo de Canterbury que optó por el retiro voluntario. El 26 de julio, Lang recibió la notificación del primer ministro Stanley Baldwin de que sería el sucesor, mientras que William Temple sucedería a Lang en York. Lang fue entronizado como nuevo arzobispo de Canterbury el 4 de diciembre de 1928, siendo el primero arzobispo soltero en 150 años. Un artículo de la revista de Time contemporáneo describió a Lang como «franco y voluble» y con el «aspecto de George Washington». Los tres primeros años Lang en Canterbury estuvieron marcados por enfermedades intermitentes, que requirieron períodos de convalecencia fuera de sus funciones. Después de 1932, sin embargo, gozó de una «casi ininterrumpida salud» durante el resto de su vida.
Lang evitó continuar con la controversia del libro de oración de 1928 al permitir que el proceso parlamentario prescribiera. Autorizó, a continuación, una declaración que permitía la utilización de los ritos rechazados localmente si el Consejo parroquial de la Iglesia daba su aprobación. La cuestión, sin embargo, siguió latente durante el resto del mandato de Lang en Canterbury. Dirigió la Conferencia de Lambeth de 1930, donde se avanzó en la mejora de las relaciones con las Iglesias ortodoxas y los veterocatólicos, a pesar de que de nuevo no se llegase a ningún acuerdo con las iglesias no episcopales libres. Acerca de un tema de mayor preocupación para los ciudadanos, la Conferencia dio su aprobación limitada, por primera vez, a la utilización de dispositivos anticonceptivos, una cuestión en la que Lang no mostró ningún interés. En la década de 1930, Lang siguió trabajando por la unidad de la Iglesia. En 1933, la Asamblea de la Iglesia de Inglaterra formó un Consejo sobre relaciones internacionales y, en los años siguientes, tuvieron lugar numerosas visitas de intercambio con las delegaciones de las Iglesias Ortodoxas, un proceso que sólo fue interrumpido por el estallido de la guerra. En 1939 Lang visitó al Patriarca Ecuménico de Constantinopla, evento considerado como el punto más alto de su actividad ecuménica. George Bell, obispo de Chichester, afirmó que nadie en la Comunión Anglicana había hecho más que Lang para promover el movimiento de unidad de los cristianos.
En 1935, el hermano de Lang, Marshall B., ministro de la Iglesia de Escocia, se convirtió en el moderador de su Asamblea General. Así, por primera vez dos hermanos fueron elegidos para dirigir la Iglesia de Inglaterra y la Iglesia de Escocia.
La Conferencia de Oxford de 1937, sobre la Iglesia y la sociedad, que más tarde dio a luz al Consejo Mundial de iglesias, produjo lo que fue, de acuerdo al historiador de la Iglesia Adrian Hastings, «el acercamiento más serio a los problemas de la sociedad que la Iglesia había logrado jamás», pero no contó con la participación activa de Lang. En ese momento había desaparecido en gran medida la identificación de Lang con los pobres, como su interés en las reformas sociales. En la Asamblea de la Iglesia su aliado más cercano fue el aristócrata Lord Hugh Cecil; Hastings mantiene que la Iglesia de Inglaterra en la década de 1930 fue controlada «menos por Lang y Temple en tándem que por Lang y Hugh Cecil». Sin embargo, Lang mantuvo una buena relación con Johnson de Hewlett, el sacerdote comunista que fue nombrado Decano de Canterbury en 1931.

### Política interna e internacional

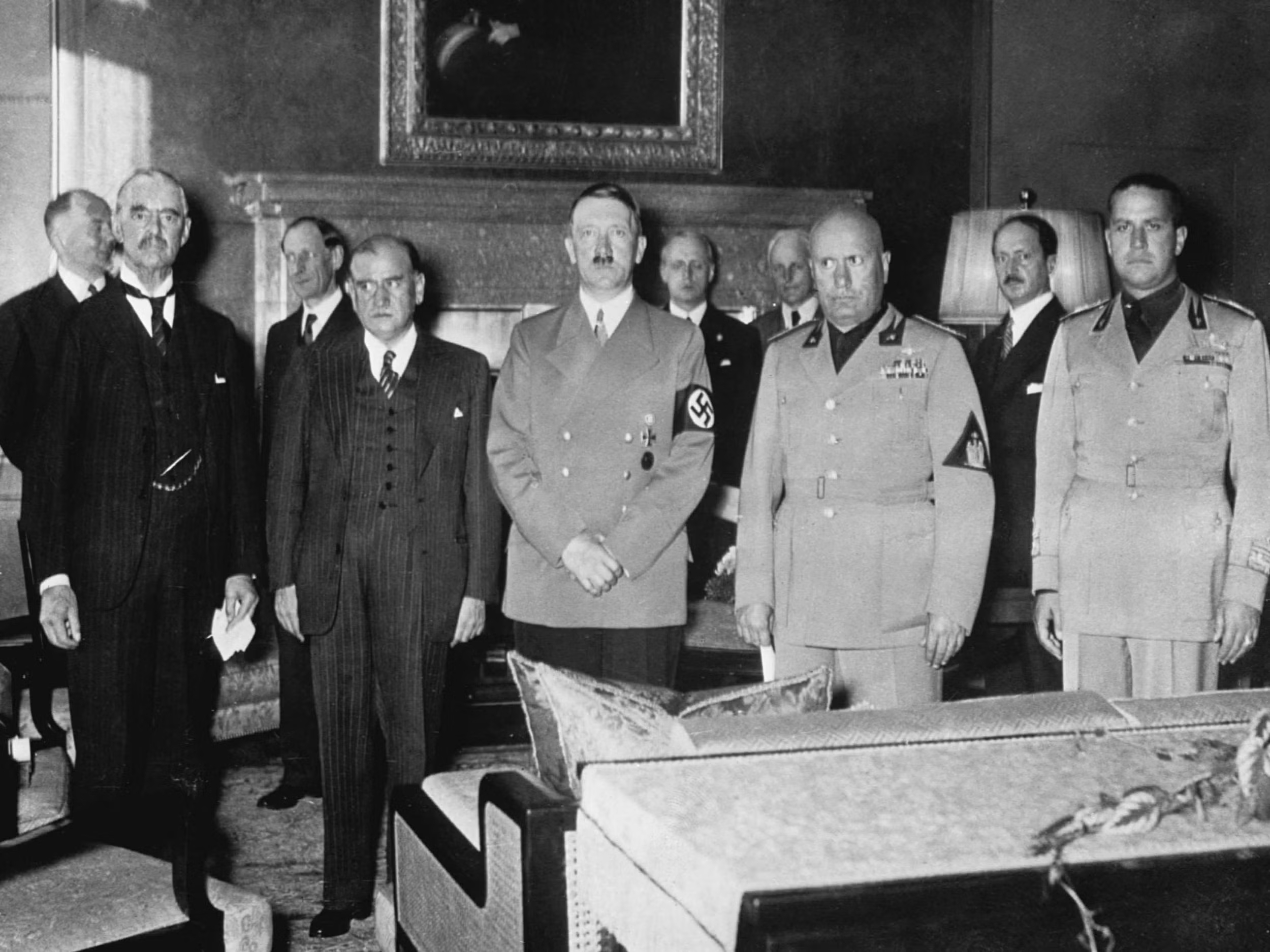
Los firmantes del Tratado de Múnich, en septiembre de 1938. Lang alabó el acuerdo y convocó un día de acción de gracias a Dios tras su ratificación.

Lang habló a menudo en la cámara de los Lores sobre el tratamiento de los cristianos rusos en la Unión Soviética. También denunció las políticas antisemitas del gobierno alemán, y tomó medidas privadas para ayudar a los judíos europeos. En 1933, por sus declaraciones sobre la «noble tarea» de ayudar a la India en su camino hacia la independencia, fue nombrado miembro de la Comisión mixta sobre la Constitución de la India. Condenó la invasión italiana de Abisinia de 1935, pidiendo el envío de suministros médicos a las tropas de Abisinia. Sin embargo, como la amenaza de guerra aumentó a lo largo de la década, Lang fue un firme partidario de la política del Gobierno británico de apaciguamiento frente a los dictadores europeos, declarando el domingo después de los Acuerdos de Múnich, de septiembre de 1938, un día de acción de gracias por el «súbito levantamiento de esta nube». Ese mismo año, contrariamente a su posición anterior, apoyó el acuerdo anglo-italiano que reconocía la conquista de Abisinia, porque creía que «una intensificación del apaciguamiento» era necesaria para evitar la guerra. Lang también respaldó la política gubernamental de no interferencia en la guerra civil española, afirmando que no había la suficiente claridad para tomar parte. Hizo, sin embargo, condenar el bombardeo de Guernica por parte de la Luftwaffe alemana, destacando: «¿Quién puede pensar sin horror lo que significaría otra guerra generalizada, llevada a cabo como se haría con las nuevas armas de destrucción en masa?»
En política interior, Lang apoyó diversas campañas por la abolición de la pena de muerte. Defendió el derecho de la iglesia anglicana a rechazar un nuevo matrimonio de personas divorciadas dentro de sus edificios, pero él no se opuso directamente al proyecto de ley de las causas matrimoniales propuesto por A. P. Herbert en 1937, que liberalizaba las leyes del divorcio, pues creía que «ya no era posible imponer el estándar cristiano completo por ley en una población en gran parte no cristiana». Su oposición a la reforma del sistema de los antiguos diezmos, mediante el cual muchos agricultores pagan un porcentaje de sus ingresos a la Iglesia le conllevó severas críticas. En las llamadas «guerras del diezmo» siguientes, los manifestantes en Ashford ceremonialmente quemaron su efigie.
Cerca del final de su mandato, Lang condujo a una delegación de varios grupos de iglesias al Ministerio de educación, para presentar un plan de cinco puntos sobre la enseñanza de la religión en las escuelas públicas. Estos puntos fueron finalmente consignados en la Ley de educación de 1944.

### Crisis de la abdicación
Lang fue el encargado de redactar el mensaje de difusión de las bodas de plata del rey Jorge V en 1935, así como de los dos últimos mensajes de Navidad del monarca. Sin embargo, no se mantuvo esta proximidad al trono cuando el rey murió en enero de 1936 y fue sucedido por su hijo, Eduardo VIII. El nuevo rey se mostró cauteloso con Lang, a quien una vez había admirado. Le consideraba «más bien... acostumbrado a la compañía de príncipes y estadistas, más interesado en la búsqueda de prestigio y poder que por las abstracciones del alma humana».

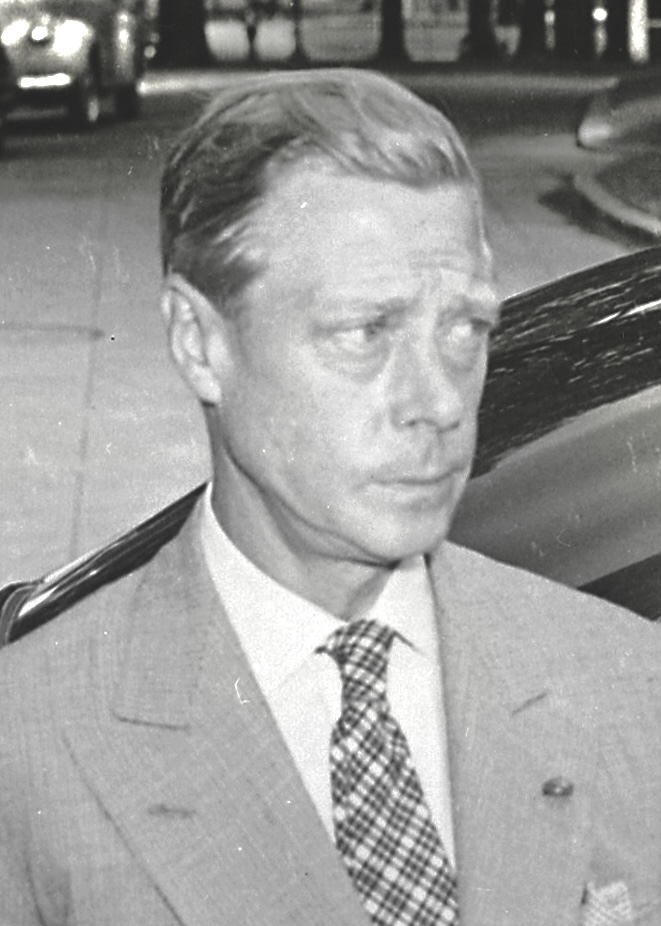
El duque de Windsor, anterior rey Eduardo VIII, en 1945, tras su abdicación.

Lang creía que, como Príncipe de Gales, Eduardo no siempre había sido prudente en su elección de amigos y conocidos, cuyo comportamiento condenaría más tarde el propio arzobispo como «extraño a todos los mejores instintos y las tradiciones de su pueblo». El arzobispo conoció tempranamente la relación del rey con la estadounidense Wallis Simpson, entonces casada con su segundo marido, Ernest Simpson. Durante el verano de 1936 se hizo evidente que el rey pretendía casarse con la señora Simpson antes o poco después de su inminente coronación, dependiendo de la fecha del divorcio de Simpson. Lang dudó sobre si podría, con buena conciencia, administrar el juramento de coronación al rey en tales circunstancias, teniendo en cuenta la enseñanza de la iglesia sobre el matrimonio. Confió a su diario sus esperanzas de que las circunstancias pudieran cambiar, o si sería capaz de persuadir al rey para que reconsiderase sus acciones, pero el rey se negó a reunirse con él. Lang, sin embargo, mantuvo un estrecho contacto con la madre del rey, la Reina María, el primer ministro y secretario privado del rey. El rey, describiendo la poderosa influencia de Lang, más tarde recordaría cómo de principio a fin sentía su «oscura presencia, que se cernía» desde un segundo plano.
La crisis se convirtió en asunto público el 2 de diciembre de 1936, cuando el obispo de Bradford hizo un comentario indirecto sobre la «necesidad del rey de la gracia divina». Por entonces el rey había decidido rotundamente abdicar en lugar de renunciar a Wallis Simpson. Todos los intentos de disuadirle fallaron, y el 11 de diciembre abandonó su trono en favor de su hermano, quien se convirtió en Jorge VI. Dos días más tarde, Lang hizo público un discurso que fue ampliamente condenado por su falta de caridad hacia el rey tras abdicar. Lang afirmó «de Dios recibió una responsabilidad alta y sagrada. Sin embargo, por su propia voluntad (...) ha abandonado tal responsabilidad». El motivo del rey había sido «un ansia de felicidad particular» que había buscado «de una manera incompatible con los principios cristianos del matrimonio». El escritor Compton Mackenzie consideró que el discurso «asestaba un golpe desastroso al sentimiento religioso de todo el país» y provocó que otro escritor, Gerald Bullett, publicase la siguiente rima satírica:

My Lord Archbishop, what a scold you are!
And when your man is down, how bold you are!

Of charity how oddly scant you are!

How Lang O Lord, how full of Cantuar!
Mi Señor arzobispo, ¡qué estricto eres!
Y cuando tu hombre está abajo, ¡qué orgulloso eres!

De la caridad, ¡qué extrañamente escaso estás!

Cuánto Lang, Oh Señor, cuan lleno de Cantuar!
Gerald Bullett, 1936.

Lang no disimuló su alivio cuando terminó la crisis. Escribió de Jorge VI: «estoy ahora seguro de que las solemnes palabras de la coronación tendrán una respuesta sincera». El 12 de mayo de 1937, Lang coronó a Jorge VI con toda la pompa habitual en la Abadía de Westminster. Fue la primera coronación retransmitida a todo el mundo. La revista Time señaló: «a través de una ceremonia de tres horas, la persona más importante allí no era el rey, sus nobles o sus Ministros, sino un anciano caballero con nariz de halcón y una capa pluvial dorada que estaba en una tarima mientras se acercaba el rey Jorge: el honorable y más reverendo Cosmo Gordon Lang, D. D. Lord arzobispo de Canterbury, primado de toda Inglaterra». Lang se mostró totalmente satisfecho: «sólo puedo estar agradecido a la todopoderosa providencia de Dios y confiar en que la coronación no sea un mero sueño del pasado, sino que sus recuerdos y lecciones no se olviden».

### Segunda Guerra Mundial
Cuando la Segunda Guerra Mundial comenzó en septiembre de 1939, Lang consideró su principal deber la preservación de los valores espirituales del Reino Unido durante un conflicto, que por otro lado, consideraba «honorable». Se opuso a estrategias como el bombardeo indiscriminado y, el 21 de diciembre de 1940, en una carta a The Times firmado conjuntamente con William Temple y el cardenal Hinsley, Lang expresó su apoyo a la iniciativa de paz de los Cinco Puntos del Papa. Lang fue favorable a la campaña de la «espada del espíritu», fundada por el cardenal Hinsley en 1940 para luchar contra las tendencias antidemocráticas entre los católicos. En mayo de 1941 el Palacio de Lambeth, residencia oficial de Lang en Londres, resultó dañado en un bombardeo alemán y fue declarado inhabitable.
Tras el ataque de Alemania a Rusia en junio de 1941, Lang afirmó que los rusos debían considerarse ahora como aliados, sin olvidar o condonar los excesos del pasado. Sus relaciones con Winston Churchill, primer ministro desde mayo de 1940, eran difíciles porque «[Churchill] no sabe nada acerca de la Iglesia, su vida, sus necesidades o su personal». Por lo tanto, hubo «incertidumbre acerca de qué motivos o cuánto conocimiento pueden determinar sus decisiones [sobre asuntos de la Iglesia]».

## Jubilación y muerte
Durante todo el verano de 1941 Lang consideró retirarse. Su principal preocupación era que una Conferencia de Lambeth, «tal vez la más fatídica Conferencia de Lambeth celebrada nunca», tendría que convocarse inmediatamente después de la guerra. Lang consideró que sería demasiado viejo para liderarla y que debía dejar paso a un hombre más joven, preferentemente William Temple. El 27 de noviembre, informó al primer ministro, Winston Churchill, de su decisión de retirarse el 31 de marzo de 1942. Su último acto oficial en el cargo, el 28 de marzo, fue la confirmación de la princesa Isabel.
En su retiro, Lang fue elevado a la nobleza como Barón Lang de Lambeth. Por lo tanto, pudo permanecer en la cámara de los Lores, donde asistió regularmente, contribuyendo en diversos debates. Preocupado por sus ingresos, recibió una pensión de 1.500 libras al año (aproximadamente 52.000 libras de 2010), una gran casa en Kew y algunos regalos en efectivo ofrecido por personas generosas. En 1943 habló en la cámara de los Lores en apoyo del Informe Beveridge sobre la seguridad social, y el 9 de febrero de 1944 reiteró su oposición a los bombardeos masivos. En octubre de 1944 Lang recibió muy angustiado la repentina muerte de William Temple, su sucesor en Canterbury, escribiendo: «prefiero ni pensar en la pérdida para la Iglesia y la nación... Pero Dios sabe y Dios reina».
El 5 de diciembre de 1945, Lang fue llamado a intervenir en un debate de los Lores sobre las condiciones de vida en Europa Central. En su camino a la estación Kew Gardens para tomar el tren de Londres, se derrumbó y fue llevado al hospital, pero ingresó cadáver. El estudio post mortem atribuyó la muerte a una insuficiencia cardíaca. Rindiendo homenaje a Lang al día siguiente, Christopher Addison dijo que Lang fue «no sólo un gran clérigo, sino también un gran hombre... hemos perdido en él un padre en Dios». Su cuerpo fue incinerado y las cenizas depositadas en la capilla de San Esteban mártir en la Catedral de Canterbury. El valor de las propiedades testamentarias de Lang fue calculado en 29.541 libras (aproximadamente 945.000 libras de 2010).

## Legado
Aunque Lang fue arzobispo durante más tiempo que nadie en los últimos siglos, Hastings afirma que «de ninguna otra persona es tan difícil de abordar su verdadero significado». De acuerdo con el biógrafo Lockhart, fue un personaje complejo en el cual «[convivían] un tintineo de personalidades en conflicto... que nunca se pusieron de acuerdo entre ellas». Lockhart escribe que, si bien muchos años de Lang en altos cargos eclesiales ayudaron al progreso en la causa del ecumenismo, la marca que dejó en la iglesia era relativamente pequeña, cuando podría haber sido más grande y profunda. Hastings afirma que, mientras que sus dotes de oratoria y administración estaban fuera de toda duda, sin embargo, como arzobispo de Canterbury, Lang no mostró un liderazgo u orientación efectivos, alejándose de la reforma y su contenido para ser el «centinela final del ancient régime». Wilkinson, por su parte, afirma que Lang trataba concienzudamente los problemas tal cual surgían, pero sin ninguna estrategia global.

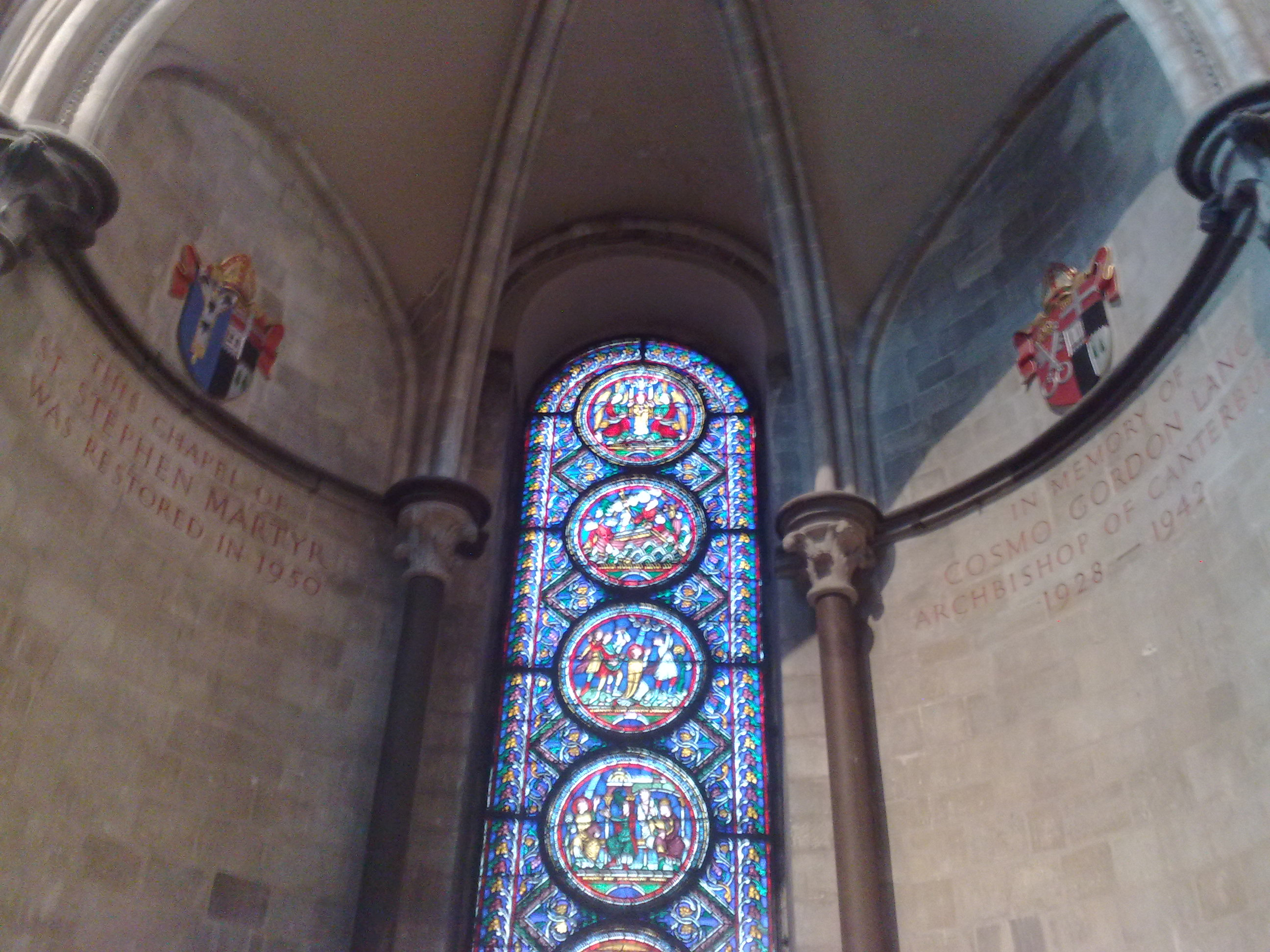
Capilla de San Esteban en la Catedral de Canterbury, restaurada en memoria de Lang en 1950.

### Celibato
En una etapa temprana de su sacerdocio Lang decidió llevar una vida célibe. No tenía objeciones respecto a la institución del matrimonio, pero sintió que su trabajo se vería obstaculizado por la vida familiar. Años después de la muerte de Lang, se puso en duda su orientación sexual; el periodista Michael Gove y el historiador David Starkey sugirieron que Lang era un homosexual reprimido. Mantuvo una estrecha amistad con colegas como Dick Sheppard y con Wilfrid Parker, su único capellán doméstico, a quien escribió admitiendo su soledad personal y su necesidad de «alguien en la cercanía diaria para amar». Sin embargo, gozaba claramente de la compañía de mujeres y confesó en 1928, después de una visita a la fábrica de chocolate de Rowntree, que la vista de las jóvenes allí había «despertado todos los instintos de mi juventud... muy poco subyugados por el paso de los años».

### Relación con el poder
A pesar de los años dedicados por Lang al trabajo con los más pobres de la sociedad, después de convertirse en arzobispo de York, se separó cada vez más de la vida del pueblo. El historiador Tom Buchanan escribió que su simpatía con la gente común fue reemplazada por «una afectación de clase alta y un placer de vivir en la alta sociedad en la que su cargo le permitía moverse». Ningún arzobispo ha sido tan cercano como Lang a la familia real; en un reportaje de la BBC sobre la monarquía británica, se afirma que Lang «mantenía una imagen del cristianismo en la que la monarquía, y no la cruz, se colocaba en el centro de la escena como símbolo de la fe de la nación». Sucesivas generaciones de la familia real lo consideraba su amigo y le honraron. El rey Jorge V le nombró para el cargo ceremonial de Lord Alto Limosnero, y después de su coronación, Jorge VI le nombró caballero gran cruz de la Real Orden Victoriana, un honor poco habitual que, como la Real Cadena Victoriana, eran regalos privados del soberano. Un amigo, al comentar la transformación de perspectiva de Lang, dijo de él: «podría haber sido el cardenal Wolsey o San Francisco de Asís, y eligió ser Wolsey».
Lang también había recibido numerosos doctorados honorarios de universidades británicas. Su retrato fue pintado muchas veces; Después de posar para Sir William Orpen en 1924, Lang al parecer comentó a Henson de Hensley, obispo de Durham que el retrato le mostraba un tanto «orgulloso, prelado y pomposo». La respuesta de Henson fue «¿De cuál de estos epítetos Su Gracia es excepción?».

### Liderazgo de la Iglesia anglicana
En la perspectiva de Hastings, Lang fue probablemente más comprensivo con el catolicismo y Roma que cualquier otro arzobispo de la Iglesia de Inglaterra de los tiempos modernos, responsable de una discreta «catolización» de las prácticas de la Iglesia anglicana. Una pequeña indicación de esta tendencia fue su decisión de utilizar la sotana como vestimenta cotidiana y a llevar una mitra en ocasiones formales, siendo el primer arzobispo desde la Reforma que lo hacía. Sin embargo, el anglo-catolicismo de Lang no fue dogmático. Creía que, respecto a las verdades supremas de la Iglesia, los rituales y vestidos eran de poca importancia, pero que si la piedad popular se ayudaba con la presencia de esas costumbres se les debía permitir.
George Bell, obispo de Chichester, que anteriormente había elogiado el trabajo de Lang respecto a la unidad de las Iglesias, dijo que el fracaso del arzobispo al asumir su liderazgo tras el rechazo del Libro de Oración Común de 1928 significaba que la Iglesia de Inglaterra había sido incapaz de revisar sus formas de culto o tomar cualquier control efectivo sobre sus propios asuntos. Otros, sin embargo, han argumentado que el enfoque de laissez-faire de Lang respecto a la controversia ayudó a calmar una situación potencialmente explosiva y contribuyó a una eventual solución. Lang fue pesimista consigo mismo acerca de su legado; creía ya que no había liderado su país hacia una edad de la fe, o marcado su primacía con un gran acto histórico, no había estado a la altura de su propia calidad. Otros lo han juzgado con más indulgencia, alabando su industria, su capacidad administrativa y su devoción al deber.

### El discurso del rey
El papel de Cosmo Lang, sobre todo durante la crisis por la abdicación de Eduardo VIII y el comienzo del reinado de Jorge VI, es una de las tramas menores en la película de 2010 El discurso del rey, un drama histórico escrito por David Seidler y dirigido por Tom Hooper. En ella, el arzobispo de Canterbury es interpretado por el actor Derek Jacobi y es el principal responsable de que se descubra la falta de credenciales como logopeda de uno de los protagonistas, Lionel Logue, interpretado por Geoffrey Rush. Según el crítico Philip French, Jacobi interpreta a un clérigo «al mismo tiempo dictatorial y obsequioso». La película está basada en el libro The King's Speech: How One Man Saved the British Monarchy, donde se especifica más el papel de Lang en torno a la coronación de Jorge VI y a su relación con la familia real y se recuerda que el arzobispo hizo varias declaraciones públicas sobre la tartamudez del rey antes de ser coronado que fueron consideradas «desafortunadas» por el entorno del entonces duque de York. Según los autores del libro, Lang habría inadvertidamente tapado con sus dedos parte del juramento del nuevo rey en la ceremonia de coronación al sujetar el libro, haciendo aún más difícil la lectura del mismo por parte del soberano.

### Obras

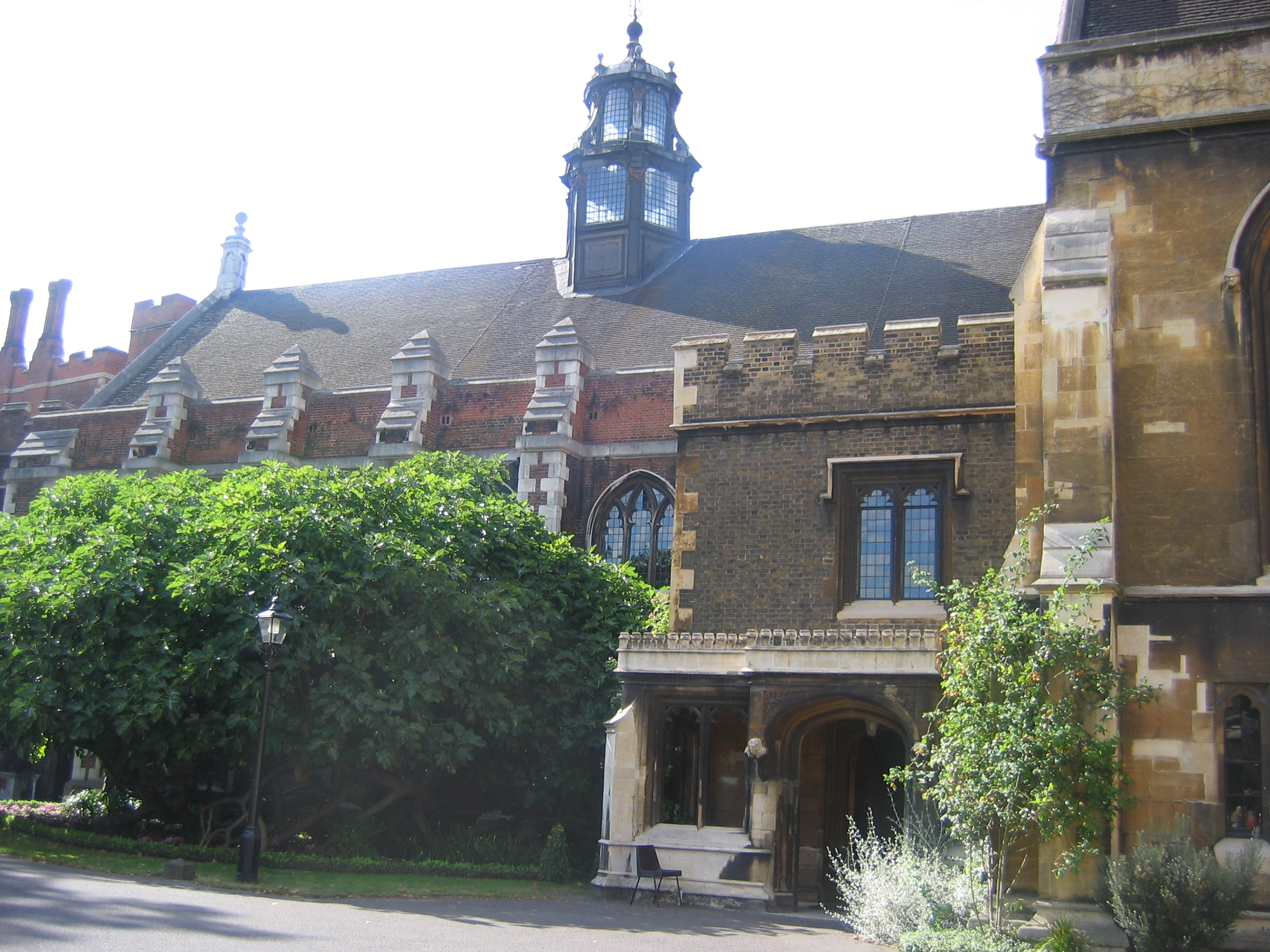
El Palacio de Lambeth, la residencia oficial del arzobispo de Canterbury en Londres.

Lang escribió varios libros, incluyendo una novela ambientada durante el levantamiento jacobita de 1745, The Young Clanroy. Esta historia tuvo sus orígenes en los relatos compuestos por Lang para el coro de la Universidad durante su mandato como Deán del Magdalen College. También se publicaron en forma de libro algunos de sus discursos más conocidos y otras obras teológicas, litúrgicas y referentes a la Iglesia de Inglaterra, varias de las cuales son reeditadas periódicamente.
- Lang, Cosmo Gordon (1895). The future of the church in Scotland: a paper read at a conference of the Scottish Episcopal Church at Aberdeen on the 9th of October, 1894. J. Gardner Hitt.
- Lang, Cosmo Gordon (1897). The young Clanroy: a romance of the '45. Smith, Elder.
- Lang, Cosmo Gordon; General Books (1900). The Miracles of Jesus as Marks on the Way of Life. General Books LLC. ISBN 9781151376527.
- Lang, Cosmo Gordon; Green Longmans, and Co, Longman Green & Co (1905). The Opportunity of the Church of England. Bertrams Print On Demand. ISBN 9781140618867.
- Lang, Cosmo Gordon; Henry Scott Holland, Charles H. Lloyd, George C. Martin (1908). The new cathedral psalter, containing the psalms of David, together with the canticles and proper psalms for certain days. Novello and Co.
- Lang, Cosmo Gordon (1909). Thoughts on Some of the Parables of Jesus. General Books LLC. ISBN 9781152066502.
- Lang, Cosmo Gordon; Sir William Reynell Anson, Sir Lewis Tonna Dibdin (1912). The minority report of the divorce commission. Longmans, Green.
- Lang, Cosmo Gordon (1916). The church & the clergy at this time of war. s.n.
- Lang, Cosmo Gordon (1918). The parables of Jesus. E.P. Dutton & company.
- Laidlaw, Walter; Cosmo Gordon Lang, New York Federation of Churches (1918). A greeting and message: carefully writen, partially spoken, now printed as planned, from "York," Ontario, Canada and from "New York," U.S.A. to and through His Grace the Most Rev. Cosmo Gordon Lang ... March 5, 1918. Walter Laidlaw.

- Davidson, Randall Thomas; Cosmo Gordon Lang (1920). The appeal of the Lambeth conference: two speeches. Society for Promoting Christian Knowledge.
- Lang, Cosmo Gordon (1930). The oppression of religion in Russia. Hodder and Stoughton.
- Lang, Cosmo Gordon (1936). A sketch of a united church. Society for promoting Christian knowledge.